# Waqas Ali Qadri
Waqas Ali Qadri (født 25. marts 1976 i Danmark), bedre kendt som Waqas, er en dansk sanger, rapper, sangskriver og foredragsholder med pakistanske rødder. Han er mest kendt som medlem af hip hop-gruppen Outlandish. Waqas solodebut, Øko Logik udkom i oktober 2008. Albummet er et personligt album som bl.a. udforsker hans tvekulturelle baggrund, identitet og hans rødder med stor inspiration fra hans barndomsminder.

## Baggrund
Waqas er opvokset i henholdsvis Brøndby Strand og København.
Han blev som 21-årig gift med sin kusine fra Pakistan i et ægteskab arrangeret af hans forældre. Han beskriver det således: ”Jeg gik i 2. g på Ishøj Gymnasium, da min mor en dag spurgte mig. Jeg vidste, at spørgsmålet ville komme på et tidspunkt: »Er din kusine fra Pakistan ikke noget for dig?« Hvis hun havde spurgt mig i dag, ville jeg have sagt nej. Men det var en anden tid og en anden kultur. Dengang var jeg helt forberedt på det – det var ikke noget, der lå mig fjernt. Jeg var ikke nogen ladies man, og pigen, min mor havde fundet, så godt ud. For mig var det en god deal”. Sammen har de to børn, Jia og Faizan.

## Program-deltagere
- Mentor 2013

## Diskografi

### Album
- Øko Logik (2008)

### EP'er
- Lucid Dreams (2015)

### Singler
- "Madpakke min" (2008)
- "Daggry" (featuring Steffen Brandt) (2008)
- "Apun Ke Mafik" (2011)
- "Pardon My French (Mon Frere)" (featuring Sivas) (2015)
- "Tell Me How You're Doing" (featuring Medina) (2015)